# 闘争民主党
闘争民主党（とうそうみんしゅとう、インドネシア語: Partai Demokrasi Indonesia-Perjuangan、略称：PDI-P）は、インドネシアの政党である。自由主義に立脚した中道左派。インドネシアの初代大統領スカルノの娘であり、インドネシア第5代大統領となったメガワティ・スカルノプトゥリを領袖とする政党である。政党のシンボルカラーは赤、シンボルマークは牡の闘牛。第5代大統領メガワティ・スティアワティ・スカルノプトゥリ、第7代大統領ジョコ・ウィドドの所属政党である。
現地語の表記では、「Partai Demokrasi Indonesia」（インドネシア民主党）と「Perjuangan」（闘争）のあいだにはっきりと「-（ハイフン）」が挿入されており、正しくは「インドネシア民主党闘争派」とでも訳すのがふさわしいが（後述する党の来歴を参照）、日本国内のメディアでは「（インドネシア）闘争民主党」と表記されることがほとんどである。本稿でもその用例に従う。

## 来歴

### インドネシア国民党時代
この政党の来歴をもっとも古くまでさかのぼれば、オランダ領東インド時代の1927年、のちに初代大統領となるスカルノによって結成されたインドネシア国民党（Partai Nasional Indonesia、略称PNI）にまで行き着くことになる。
インドネシア国民党は、インドネシアの独立と民族の統一をとなえて、当時の植民地政府と鋭く対立したが、オランダ領東インド政府はPNIに対し1928年5月と1929年7月の2回にわたり注意を与えた後、その年の12月29日一斉に幹部を逮捕し、翌年12月末に刑を下した。指導者スカルノらの逮捕とともに、執行部は党員の安全を考慮して1931年4月25日に党の解体を決定した。その後、日本軍政期とインドネシアの独立宣言を経て、1946年に再結成され、1955年の第1回総選挙では「4大政党」の1つに数えられるほどの議席を得た。
スカルノが議会制民主主義を停止した「指導される民主主義」期においても、スカルノを支える勢力の1つとしての地位を維持したが、1965年のスカルノの失脚とともに党勢は衰えた。

### インドネシア民主党時代
スカルノ失脚後、スハルト政権は、1975年の「政党・ゴルカル法」によって、既存の諸政党を2つの野党に整理・統合した。イスラーム系の諸政党は「開発統一党」(Partai Persatuan Pembangunan、略称PPP)に、非イスラーム系政党は「インドネシア民主党」（Partai Demokrasi Indonesia、略称PDI）にそれぞれ統合され、インドネシア国民党も後者の民主党に統合された。
その結果、インドネシア民主党は、何も紐帯をもたない、きわめて雑多な要素を内包する団体となり、党内の主導権争いに明け暮れ、また政権からの介入を容易に許すなど、政党としての求心力は弱かった。
こうした党勢を挽回するために担ぎ出されたのが、スカルノの子供たちだった。1983年の選挙で、当時の党首スルヤディによって擁立されたスカルノの長女メガワティは当選し、また「スカルノ人気」ともあいまって、同党は議席数を伸ばした。さらに1993年12月には、おもに同党の地方支部からの絶大な支持を受けて、メガワティが民主党党首に就任することになった。

### 7月27日事件
そうした民主党の党勢拡大に危機感を抱いたスハルト政権は、党首の座を奪われたスルヤディらを中心とする反メガワティ派を後押しして、党内クーデタを起こさせ、メガワティを党首の座から引きずりおろした。
この「メガワティ降ろし」に反発した党内メガワティ支持派が、党本部の建物に立てこもると、1996年7月27日、政府・国軍の支持を得た反メガワティ派（そのほとんどは雇われたならず者集団）が強制的に武力をもってこれを排除したのである。ここに至って、党内のメガワティ派や、メガワティに同情した一般市民などの怒りが爆発して、周辺一体に暴動が発生することになった。この暴動は、死者は5人、負傷者149人、逮捕者136人、行方不明者23人を出す悲劇となった。

### 「闘争派」結成と国政参加
その後、スハルト政権は坂道を転がり落ちるようにして崩壊へと向かっていくが、スハルト政権崩壊後、第3代大統領に就任したハビビは、急進的な批判勢力の機先を制する形で、言論の自由化などを認める一連の政治改革案を矢継ぎ早に打ち出した。
そうした政治改革の重要な柱として、結社の自由を認める新政党法が制定されると、1999年6月7日に予定される総選挙へむけて、各勢力が新党を結成しはじめることになった。
「7月27日事件」でインドネシア民主党を追放されたメガワティ派もまた、新党結成へ向けて動き出した。「メガワティ降ろし」直後の1997年総選挙で議席を大幅に減らした民主党からも党員たちが離脱してメガワティ派に加わり、華人をはじめとする企業家たちや、イスラーム勢力の台頭を警戒するクリスチャン勢力、そして素性の知れぬ怪しげな者たちなども加えて、メガワティ派は大きな勢力を形成した。
新党名は「Partai Demokrasi Indonesia-Perjuangan」となった。インドネシア民主党（Partai Demokrasi Indonesia）の流れを一部引き継ぎつつも、スハルト政権下でおおざっぱに結成された万年野党としてではなく、そういった色彩を一掃して「Perjuangan（闘争）」の精神を表明するという意気込みが感じられる党名となったわけである。
1999年、メガワティはアブドゥルラフマン・ワヒドの下で副大統領となり、国政与党の座を得た。2001年7月に国民協議会でワヒドが弾劾され大統領を解任されると、副大統領であったメガワティが大統領に昇格した。
2004年に直接選挙に移行した大統領選挙でメガワティは再選を目指したがスシロ・バンバン・ユドヨノに敗れ、野党となった。2014年の大統領選挙でジョコ・ウィドドが当選し、与党に復帰。ジョコは2019年にも再選されている。 
なお、闘争民主党は自身をインドネシア民主党の継承者であるととらえており、インドネシア民主党創立50周年にあたる2023年1月にはメガワティやジョコ・ウィドド大統領らによって祝賀行事が行われている。